# Grube Donatus
Die Grube Donatus ist eine ehemalige Braunkohle-Grube in der Ville in der Gemarkung Bliesheim östlich von Liblar in Erftstadt. In der Grube wurde die Kohle zunächst untertägig, später im Tagebau gewonnen. Die Grube diente vor allem zur Versorgung der angegliederten gleichnamigen Brikettfabrik. 
Aus dem Restloch des Tagebaus entstand nach der Stilllegung ab 1960 der Donatussee, die Brikettfabrik westlich der Grube wurde vollständig abgerissen.

## Geschichte

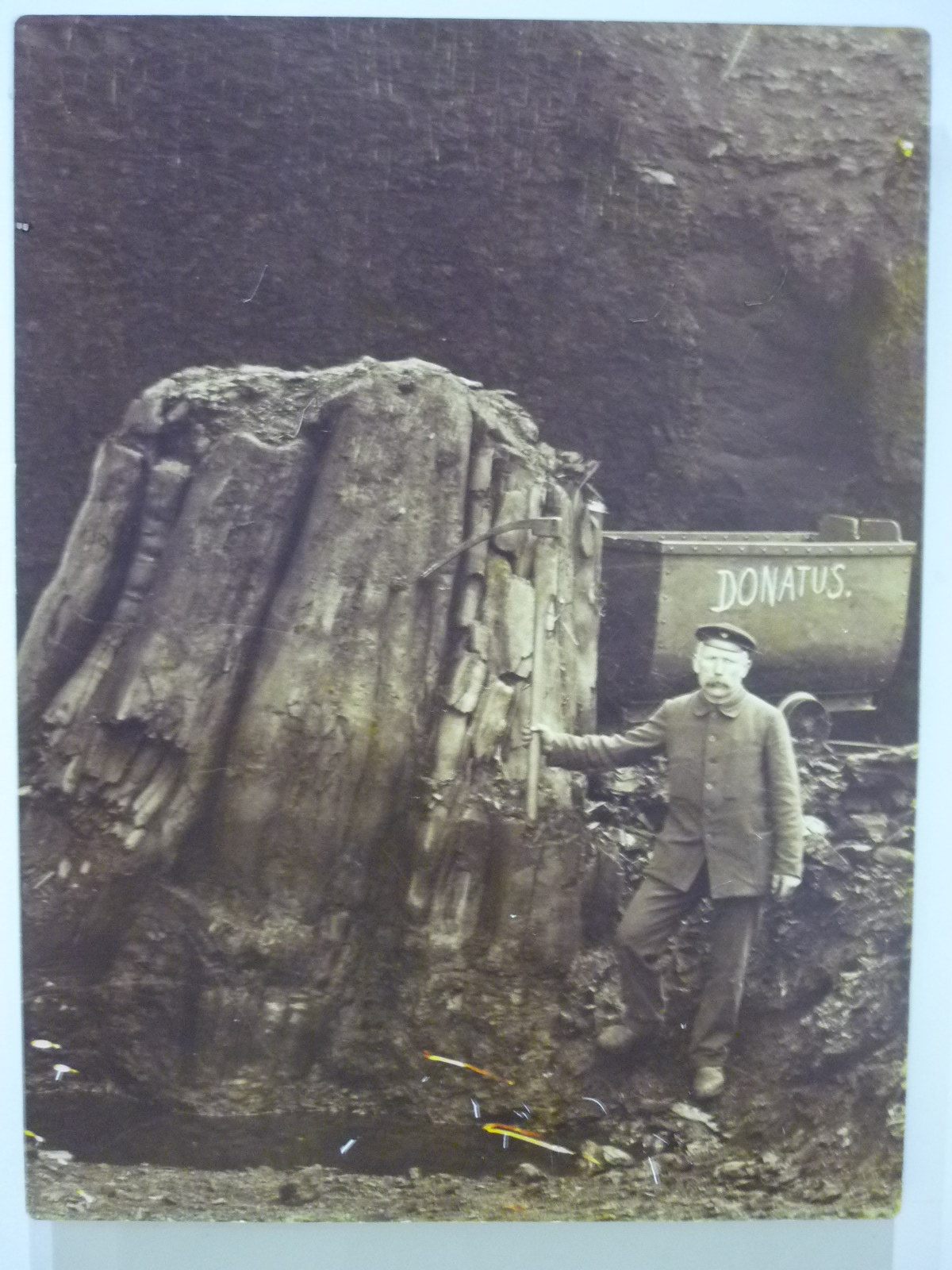
Fossiler Baumstumpf in der Grube Donatus (um 1900)

Die Grube geht auf Friedrich Doinet zurück, der in Zülpich die Grube Eustachia mit angeschlossener Brikettfabrik betrieb. Im Jahre 1857 reichte Doinet eine Mutung für ein sehr großes Feld bei Liblar ein und erhielt 1861 die Konzession für das Feld, das er nach dem Heiligen Donatus, dem Schutzheiligen und angeblichen Namensgeber seiner Familie, benannte. Da sich aber in der Zwischenzeit die wirtschaftliche Situation der Braunkohle gegenüber der Ruhrsteinkohle merklich verschlechtert hatte, war der Aufschluss des Feldes nicht wirtschaftlich und es blieb unverritzt.
Die Konzession wechselte in der Folge mehrfach den Besitzer und wurde schließlich 1887 an den Fabrikanten Ernst Traugott Leutert aus Giebichenstein bei Halle (Saale) versteigert, der im Hallischen Revier eine Grube führte. Er gründete 1889 mit einer Witwe Prang aus Xanten und einem Kaufmann Balthazar aus Köln die Gewerkschaft Brühl-Kölner Braunkohlenbergwerk Donatus, die endlich den Aufschluss des Feldes in Angriff nahm. Anfangs wurde – wie damals noch üblich – im Untertagebau aus Schrägstollen gefördert, was sich aber schwierig gestaltete.
1891 wechselte der Steiger Martin Dasbach (Vater von Adolf Dasbach) von der Grube Brühl zur Grube Donatus. Unter seiner Leitung ging Donatus zum Tagebau über, wofür die Grube – bahnbrechend für die Region – ab 1895 erstmals einen dampfgetriebenen Bagger einsetzte, den die Grube von der Baustelle des gerade fertiggestellten Kaiser-Wilhelm-Kanals erwarb. Der Abraum wurde u. a. für den Bau des Güterbahnhofs Köln Eifeltor benutzt.
1892 wurde die erste Brikettfabrik auf Donatus eröffnet, zu der bis 1898 noch zwei weitere hinzukamen. Mit dem Aufschwung der Braunkohle in den 1890er-Jahren wurde Donatus zu einem der wichtigsten Arbeitgeber im strukturschwachen Liblar. Die Belegschaft von Grube und Brikettfabrik wuchs auf etwa 750 Mann und es wurde eine Arbeitersiedlung Donatus-Dorf (im Bild unten links) angelegt.
Nach dem Tod des Haupteigentümers Leutert 1893 wechselten die Donatus-Kuxe Anfang des 20. Jahrhunderts wieder häufig die Besitzer, bis Carl Gruhl (Sohn von Hermann Gruhl) ab 1904 die Mehrheit erwarb und Donatus 1907 mit seinen Brühler Gruhlwerken zusammenlegte. Bereits 1908 erfolgte die Fusion mit der Fortuna AG zur Rheinischen AG für Braunkohlebergbau und Brikettfabrikation (RAG).
In den 1940er-Jahren waren die gewinnbaren Flöze langsam ausgekohlt. 1948 wurde in der Grube Donatus die letzte Kohle im Tagebau gewonnen. In der Schlussphase teufte man versuchsweise einen neuen Schacht Donatus-Tiefbau ab, der sich aber auch schnell als unwirtschaftlich erwies und bereits 1952 wieder abgeworfen wurde. 
Die Brikettfabriken wurden ab 1944 zunehmend mit Kohle aus den moderneren Großtagebauen aus Brühl, der Roddergrube und der Grube Brühl, versorgt. Auf diese Weise konnte die Fabrik Donatus auch nach Auskohlung der Grube Donatus weiterbetrieben werden, bis auch in Brühl die Kohlevorräte zur Neige gingen und die Fabrik Donatus 1959 geschlossen wurde. Mit der Grube und der Fabrik stellten auch die Euskirchener Kreisbahnen größtenteils den Betrieb ein, für die zuletzt der Abtransport der Briketts aus Liblar die Hauptbeschäftigung darstellte.